# نقشارة الجبال

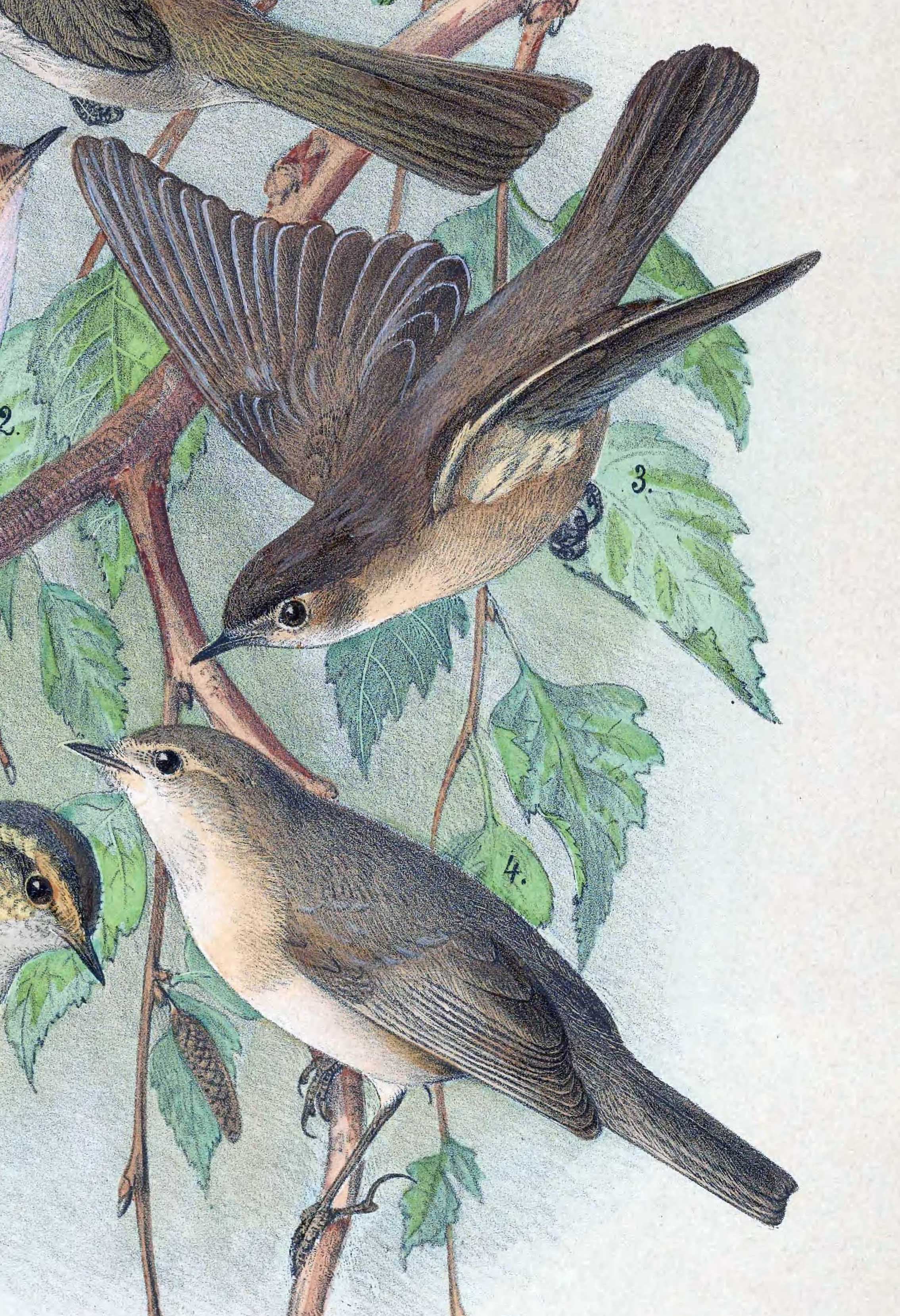

نقشارة الجبال (الاسم العلمي:   Phylloscopus  sindianus) (بالإنجليزية: Mountain  Chiffchaff)‏ هو طائر ينتمي إلى (فصيلة: Phylloscopidae).